# سوورف (فیلم)
«سوورف» (روسی: Суворов) فیلمی جنگی از وسوالد پودوفکین محصول سال ۱۹۴۱ است.